# Eusebios der Araber
Eusebios (altgriechisch Εὐσέβιος, auch lateinisch Eusebius; zur Unterscheidung von anderen Eusebioi „der Araber“ genannt) war ein spätantiker Sophist.
Die Suda überliefert, dass Eusebius aus Arabien stammte und in Konkurrenz mit dem Rhetor Ulpianus stand. Ulpianus wirkte unter Konstantin dem Großen (regierte 306–337) zuerst in Emesa, dann in Antiochia am Orontes. Deshalb wird angenommen, dass Eusebios ebenfalls als Rhetor in Antiochia wirkte, und zwar offenbar in der Zeit Konstantins des Großen, was zusätzlich dadurch gestützt wird, dass er von dem ebenfalls, aber etwas später in Antiochia wirkenden Rhetor Libanios nicht erwähnt wird.
Ansonsten ist über seine Person nichts sicheres bekannt. Da Eusebios ein häufiger Name im Osten des Römischen Reiches im 4. Jahrhundert war und einige weitere Sophisten und Rhetoren des Namens überliefert sind, ist nicht mit Sicherheit zu sagen, welche Informationen sich auf welchen Eusebios beziehen. Eine früher teils vertretene Identifikation mit dem von Ammianus Marcellinus für das Jahr 354 erwähnten, ebenfalls in Antiochia wirkenden Rhetor Eusebios Pittakas wird in der neueren Forschung eher zurückgewiesen.